# Кисамская и Селинская митрополия
Киса́мская и Сели́нская митрополия (греч. Μητρόπολη Κισάμου και Σελίνου) — епархия полуавтономной Критской православной церкви в составе Константинопольского патриархата на территории западной части нома Ханья.

## История
В 1645 году православный митрополит Неофит (Пателларос) прибыл на Крит, который в то время боролся за свободу, и восстановил Кисамскую епархию. Епархия действовала в течение всего периода турецкой оккупации, за исключением 1831—1860 годов, когда, в связи с греческой революцией, она была объединена с епархией Кидонии в единую епархию, которая тогда стала именоваться Кидонийской и Кисамской.
С момента своего воссоздания в 1860 году, на протяжении всех лет существования Критского государства (1898—1912) и до сегодняшнего дня, она существует как Кисамская и Селинская епархия с резиденцией в городе Киссамос (иначе Кастелли).
25 сентября 1962 года епархии присвоен статус митрополии.

## Епископы
- Евкисс (упом. 343)
- Феопемпт (упом. 691 — упом. 692)
- Лев (упом. 787)
- Герасим I (ок. 1470)
- Филофей (до 1684)
- Герасим II (до 1711)
- Герасим III (до 1716)
- Парфений I (? — 5 июля 1731)
- Анфим I (1731—1750)
- Парфений II (1750/1751 — 1770/71)
- Паисий (1771—1777)
- Софроний (1777—1790/92)
- Иоасаф (1790/1792 — 1808)
- Панарет (26 июня 1875 — июль 1880)
- Парфений (Бицакис) (22 января 1887 — 21 июля 1892)
- Дорофей (Клонаракис) (7 марта 1893 — 12 декабря 1902)
- Анфим (Леледакис) (20 июля 1903 — 17 августа 1935)
- Хризостом (Ангелидакис) (9 февраля 1936 — 13 июня 1937)
- Евдоким (Синкеллакис) (13 марта 1938 — 8 августа 1956)
- Ириней (Галанакис) (8 декабря 1957 — 16 декабря 1971)
- Кирилл (Киприотакис) (16 февраля 1975 — 16 февраля 1979)
- Нектарий (Хаджимихалис) (3 августа — 16 сентября 1980)
- Ириней (Галанакис) (26 января 1981 — 24 августа 2005)
- Амфилохий (Андроникакис) (с 8 октября 2005)